# Waidhofen an der Thaya-Land
Waidhofen an der Thaya-Land è un comune austriaco di 1 249 abitanti nel distretto di Waidhofen an der Thaya, in Bassa Austria. È stato istituito il 1º gennaio 1971 con la fusione dei comuni soppressi di Brunn, Buchbach, Kainraths, Nonndorf e Vestenpoppen; capoluogo comunale è Vestenpoppen.